# Talabchudscha Sattorow
Talabchudscha Sattorow (tadschikisch Талабхӯҷа Сатторов, auch Talb, Talabscho oder Talabschohi Sattor, tadschikisch Талабшоҳи Саттор; russisch Талабхуджа Сатторович Сатторов, Transkription Talabchudscha Sattorowitsch Sattorow, wiss. Transliteration Talabchudža Sattorovič Sattorov; geboren am 12. Oktober 1953 in Gulsor, Nohijai Kulob, Tadschikische SSR, Sowjetunion; gestorben am 10. April 2007 in Duschanbe, Tadschikistan) war ein tadschikisch-sowjetischer Komponist und Hochschullehrer.

## Leben
Talabchudscha Sattorow wuchs in Gulsor, einem Dorf der Region Kulob südöstlich von Duschanbe, auf. Schon im Kindesalter begann er das Spiel auf traditionellen Instrumenten zu erlernen, so auf den Streichlauten Ghichak und Rabāb sowie auf der Zupflaute Tar. Er wirkte als Musiker am Theater in Kulob mit (1971–1973). In Duschanbe studierte er zunächst Architektur, wechselte dann mit 20 Jahren ins Fach Gesang am Musikkolleg und studierte ab 1974 Komposition bei Damir Dustmuhammadow (1941–2003). 1978 machte er sein Examen mit Auszeichnung.
Danach ging Sattorow ans Moskauer Konservatorium und studierte dort von 1978 bis 1983 Komposition bei Sergei Balassanjan und Michail Iwanowitsch Tschulaki (1908–1989).
Sattorow war 1983 zunächst ein Jahr als Redakteur im Kulturministerium der Republik Tadschikistan tätig. 1984 begann er ein Assistenzpraktikum am Moskauer Konservatorium, das er 1986 abschloss. Nach seiner Rückkehr nach Duschanbe arbeitete er in der Musikredaktion des Fernsehens, in der Staatlichen Musikgesellschaft und als künstlerischer Leiter der Staatsphilharmonie.
Darüber hinaus wurde er selbst im Lehrberuf tätig und unterrichtete ab 1989 am Staatlichen Institut für Kultur und Kunst Tadschikistans „Mirzo Tursun-zade“. Dort leitete er nach der Unabhängigkeitserklärung Tadschikistans 1991 in der Zeit des Tadschikischen Bürgerkriegs (1992–1997) ab 1993 als Dekan die Fakultät für tadschikische Musik und war ab 1995 als Prorektor der akademischen Abteilung tätig. 1995 erhielt er daneben eine Honorarprofessur am Kirgisischen Nationalkonservatorium. 1996 erhielt er die Auszeichnung Verdienter Künstler Tadschikistans, 1998 wurde er zum Vorsitzenden des Tadschikischen Komponistenverbands gewählt. Am Institut für Kultur und Kunst wurde er 2001 zum Rektor ernannt.
Auf der Grundlage dieses Instituts wurde am 10. Mai 2003 per Regierungsdekret das Tadschikische Nationalkonservatorium gegründet. Sattorow wurde dessen erster Rektor und prägte die Entwicklung der Institution, u. a. die Strukturierung in drei Fakultäten 1) für weltweite klassische Musik einschließlich tadschikischer Komponisten, 2) für traditionelle tadschikische Musik wie Schaschmaqam und Falak und 3) für Unterhaltungs- und Popmusik.
Sattorow starb April 2007 in Duschanbe. Am 31. Oktober 2008 verfügte die Regierung per Erlass, den Namen des Konservatoriums zu ändern in Tadschikisches Nationalkonservatorium, benannt nach Talabchudscha Sattorow (tadschikisch Консерваторияи миллии Тоҷикистон ба номи Талабхӯҷа Сатторов).

## Schaffen
Sattorow komponierte eine Oper, ferner Orchesterwerke, darunter eine Sinfonie (1984) und Instrumentalkonzerte, Kammermusik, u. a. Streichquartette, Musik für Theater und Film, außerdem Vokal- und Chormusik, etwa Kantaten, Oratorien, Lieder sowie Bearbeitungen von Volksliedern und Melodien. Außerdem hinterließ er Schriften zu Musiktheorie und -praxis.
Seine Werke wurden international aufgeführt, u. a. in Deutschland, Finnland, Estland, Rumänien, Polen, Ungarn, in der Türkei, in Südkorea und China.
Zu seinen Hauptwerken zählten die Oper Рустам и Сухроб (1999/2001) nach einem Poem von Firdausi, der Gesangszyklus Газели nach Texten von Hafis (1981) und die Kantate Самои бахт (2001). Vor allem in seinen Kompositionen zu zeitlosen Themen finden sich Elemente aus der traditionellen tadschikischen Musik.

## Anmerkung
1. ↑  Russische Endungen wie „ow“ wurden 2007 zeitweise im Zuge einer Identitätsfindung im autokratischen Tadschikistan aus Familiennamen entfernt, auch im Falle Sattorow/Sattor. Doch in der 2008 erfolgten Benennung des von ihm begründeten Konservatoriums sowie in Enzyklopädien, Artikeln und Nachrufen blieb die Schreibweise Sattorow weiter üblich.